# Сергей Аверинцев
Серге́й Серге́евич Аве́ринцев (р. 10 декември 1937, Москва, РСФСР, СССР – п. 21 февруари 2004, Виена, Австрия) – руски съветски филолог, специалист по късноантичната и раннохристиянската епохи, поезията на Сребърния век. Преводач, член на Съюза на писателите на СССР (1985), на руския ПЕН клуб (1995), председател на Руското библейско общество (с 1990), на международното Манделщамово общество (с 1991), президент на Асоциацията на културолозите.

## Биография
Роден е на 10 декември 1937 г. в Москва. Син на биолога Сергей Василиевич Аверинцев (1875–1957). Завършва катедрата по класическа филология към филологическия факултет на Московския държавен университет „М. В. Ломоносов“ (1961). През 1967 г. защитава дисертация по филология за получаване на степента кандидат на науките („Плутарх и античната биография“; научен ръководител – Сергей Иванович Радциг), през 1979 г. – втора дисертация, за степента доктор на науките („Поетика на ранновизантийската литература“). След края на аспирантурата си работи като научен редактор в издателство „Мысль“ (1964–1966), а след това – като младши научен сътрудник в Държавния институт по изкуствознание (1966–1971). Член на редакционния съвет на поредицата „Библиотека античной литературы“ на издателство „Художественная литература“.
През 1971–1991 г. е старши научен сътрудник в Института за световна литература „Максим Горки“ към Академията на науките на СССР, през 1981–1991 г. оглавява сектора по история на античната литература.
През 1989–1994 г. е професор в катедрата по история и теория на културата при Философския факултет на Московския държавен университет.
През 1992–2004 г. – завеждащ отдела по християнска култура в Института за световна култура на Московския държавен университет.
През 1992–1994 г. – главен научен сътрудник в Института за висши хуманитарни изследвания „Елеазар Мелетински“ при Руския държавен хуманитарен университет.
През 1994–2004 г. – професор в Института по славистика на Виенския университет.
Член-кореспондент на Академията на науките на СССР (1987), действителен член на Руската академия на науките (2003). През 1989–1991 г. е народен представител на СССР и участва в подготвянето на закон за свободата на словото.
Умира на 21 февруари 2004 г. във Виена. Според завещанието си е погребан в Москва, в Даниловското гробище.

## Награди и отличия
- награда на Ленинския комсомол (1968),
- Държавната награда на СССР (1990) – за фундаменталното изследване „Митове на народите по света“ (енциклопедия в 2 тома, 1987–1988, 2-ро издание),
- Държавната награда на Руската федерация (1996).
- На 9 ноември 1998 г. проф. Аверинцев е удостоен и с титлата „почетен доктор“ на философските науки на Софийски университет „Св. Климент Охридски“. [2][3]

## Произведения
Автор е на монографията „Поетика на ранновизантийската литература“ (1977), защитена като докторска дисертация.
Автор е и на статиите „Нов Завет“, „Теизъм“, „Теокрация“, „Християнство“, „Есхатология“ и мн. др. във „Философская энциклопедия“, тт.4, 5, М., 1967, 1970; „Филология“ в „Краткая литературная энциклопедия“, т. 7, М., 1972; „Архетипове“, „Християнство“ и др. в енциклопедията „Мифы народов мира“, М., 1987–1988.
Автор е и на религиозни стихове.
Общо Сергей Аверинцев има около 800 научни публикации.

### Монографии
- Плутарх и античная биография. К вопросу о месте классика жанра в истории жанра (Плутарх и античната философия. Към въпроса за мястото на класика на един жанр в историята на жанра). М.: Наука, 1973, 278 с.
- Поэтика ранневизантийской литературы (Поетика на ранно-византийската литература). М.: Наука, 1977, 320 с.
- Проблемы литературной теории в Византии и латинском средневековье (Проблемите на литературната теория във Византия и латинското Средновековие). В съавторство с Михаил Гаспаров. М.: Наука, 1986, 255 с.
- „Скворешниц вольных гражданин…“. Вячеслав Иванов: путь поэта между мирами („Къщичка за птици за свободните граждани…“. Вячеслав Иванов: пътят на поета между световете). СПб.: Алетейя, 2001, 176 с.

### Сборници със студии и статии
- Попытки объясниться: Беседы о культуре (Опити да се обясниш: Беседи за културата). М., Правда, 1988.
- Риторика и истоки европейской литературной традиции (Реториката и изворите на европейската литературна традиция). М.: Языки русской культуры, 1996, 447 с.
- Поэты (Поети). М.: Языки русской культуры, 1996, 364 с.
- София-Логос (София-Логос). Киев: Дух и Литера, 2000, 912 с.
- От слова к смыслу: Проблемы тропогенеза (От думата към смисъла: Проблеми на тропогенезиса). (заедно с И. Франк-Каменецкий и Олга Фрейденберг). М., УРСС, 2001.
- Образ Античности (Образът на Античността). СПб.: Азбука-классика, 2004, 480 с.
- Другой Рим (Вторият Рим). СПб.: Амфора, 2005, 368 с.
- Связь времён (Връзката на времената). Киев: Дух и Литера, 2005, 448 с.